# 坐漁荘

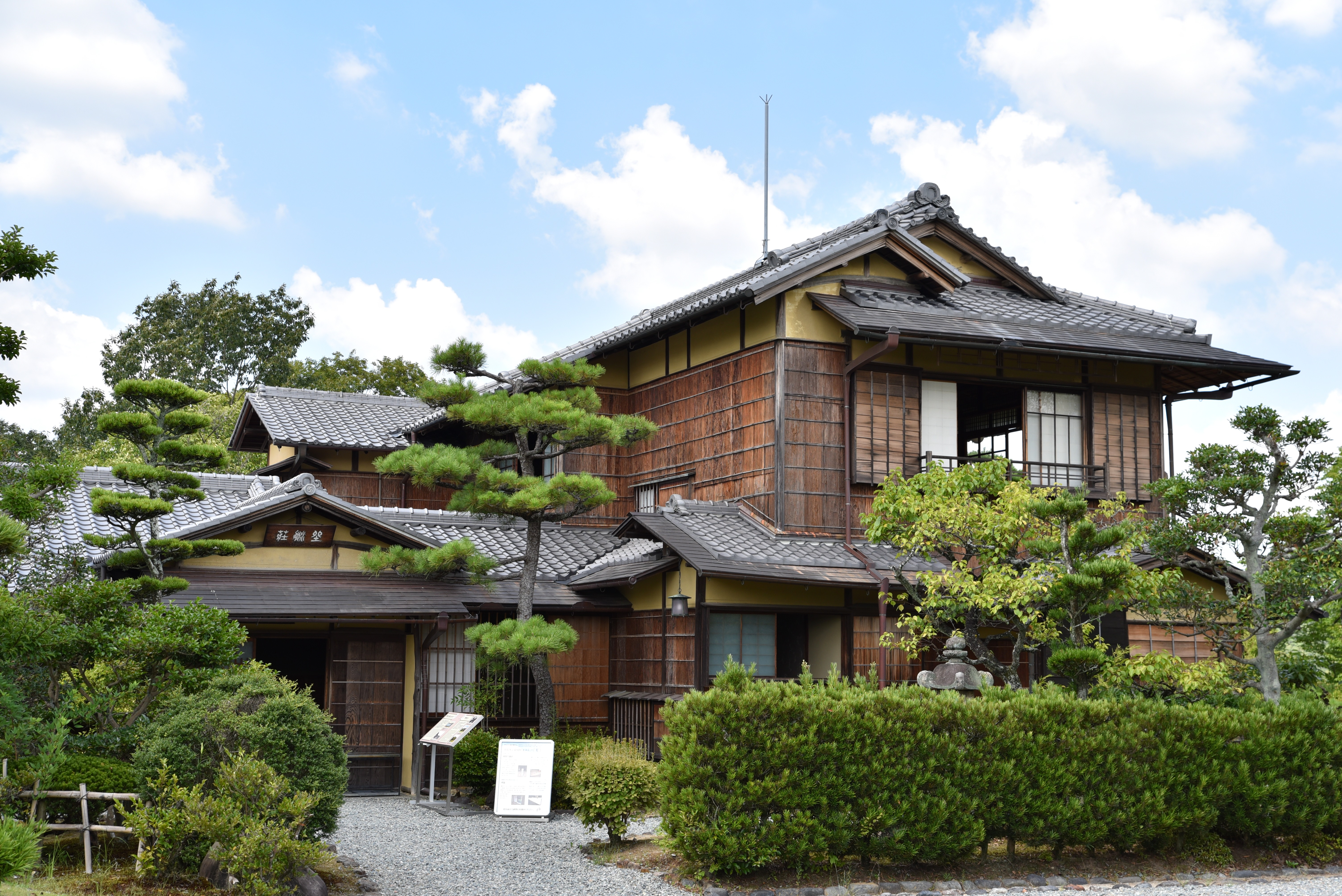
博物館明治村に移築された坐漁荘

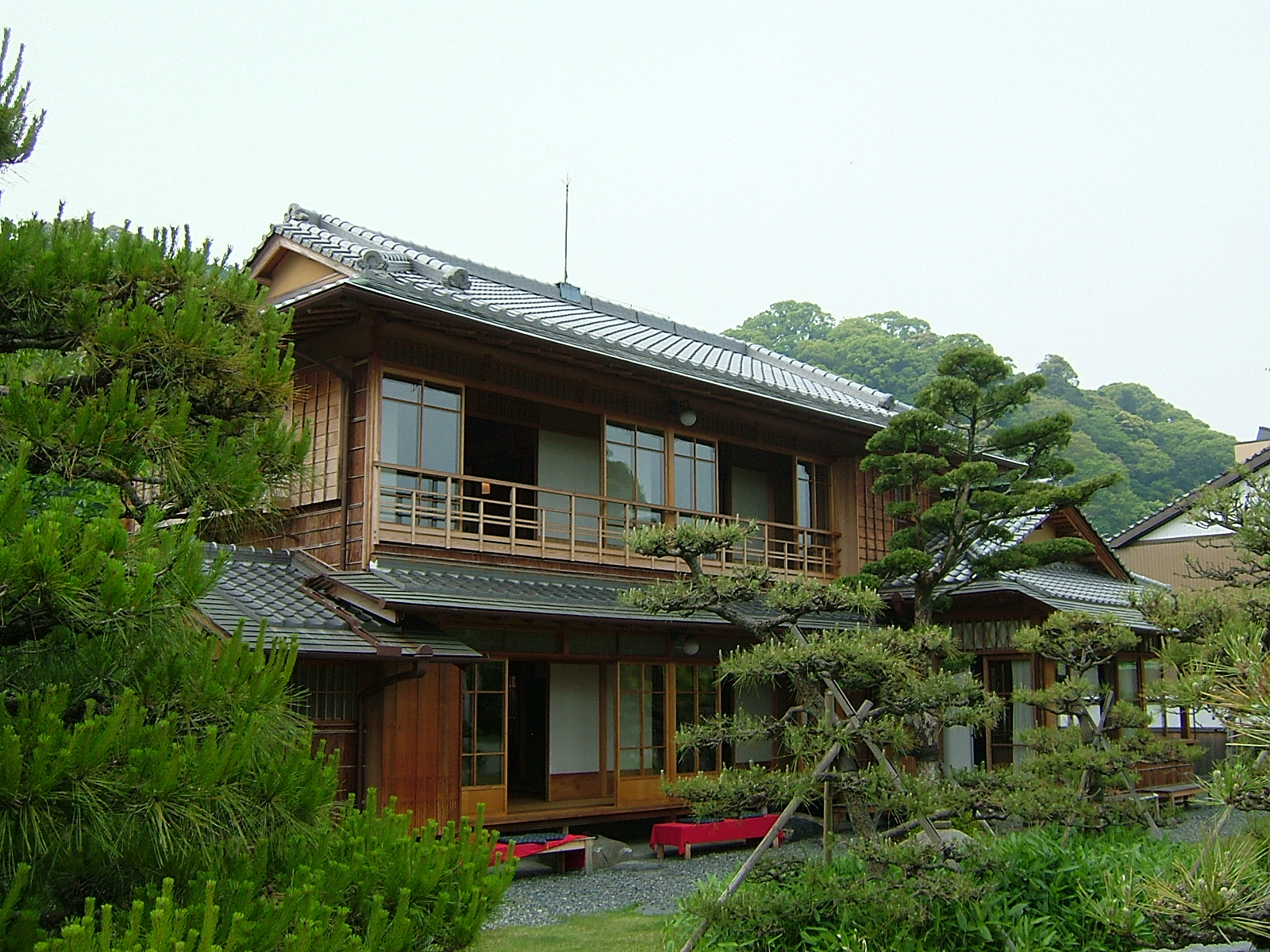
静岡県清水区興津清見寺町に復元された興津坐漁荘

坐漁荘（ざぎょそう）は、元老であった公爵・西園寺公望が1920年（大正9年）に静岡県庵原郡興津町（現在の静岡県静岡市清水区）に建てた別邸。

## 解説
西園寺は、1916年（大正5年）から興津の旅館、水口屋の勝間別荘で避寒するようになり、興津の地が気に入っていた。そのためこの地に別邸を建てることとなり、1919年（大正8年）9月に竣工した。建設費用は西園寺の実弟住友友純の住友家が全額負担し、同年12月に西園寺に提供された。別荘は後に「坐漁荘」と名付けられたが、これは太公望呂尚が「茅に坐して漁した」という故事にちなむものである。西園寺は一年の四分の三をここで暮らし、夏には御殿場の別荘に避暑に訪れ、東京府東京市神田区駿河台の本邸に入るのは東京に政治的用事があるときだけだった。
坐漁荘は300坪の敷地に京風数寄屋造り二階建ての一軒家と、執事室や警備の詰め所、倉庫が建っている。また五・一五事件の後は鉄筋コンクリート造りの書庫が建設されたが、これは万一の際の避難用ともされている。門は瀟洒な編み竹扉で、小料理屋と間違えられたこともあったという。一階には八畳間が二つ並んでおり、西園寺はそこで生活していた。二階は客間として用いられた。一見質素な作りであったが、木材は上質であり、外壁はヒノキの皮で葺かれていた。地元警察の警部が警備主任を行い、執事も兼ねていたが、1922年（大正11年）から専任の執事として熊谷八十三が雇用された。熊谷は農業技師でもあり、坐漁荘や京都の清風荘の庭の手入れも行っていた。
西園寺が最後の元老である重要人物だったため、大正から昭和にかけて激動する日本の政治の数々の局面でクローズアップされた舞台となった。当時の日本政界の中枢人物による興津の坐漁荘詣でが頻繁に行われた。また、西園寺の襲撃を企む者も訪れることもあったため厳しい警備体制が採られた。
1940年（昭和15年）に公望が亡くなった後は、西園寺家より高松宮宣仁親王に譲渡された。太平洋戦争後、宣仁親王の義弟にあたる徳川慶光が一時的に居住したが、その後は再び西園寺家に戻っている。
建屋の老朽化が著しくなった1968年（昭和43年）に、博物館明治村への移築話が纏まり、1970年（昭和45年）に明治村での移設公開が始まった。その後、2003年（平成15年）には登録有形文化財に登録され、2012年（平成24年）5月23日より建物保存のため大規模工事が行われた。2017年（平成29年）2月には、数寄屋造住宅の貴重な現存例として、重要文化財に指定された。
現在、静岡市清水区興津清見寺町115番地に存在するものは2004年（平成16年）に復元されたものであり、興津坐漁荘の名称で一般に公開されている。